# Ollga Plumbi
Ollga Plumbi, född 1898 i Lupckë i Përmet i dåvarande Osmanska riket, död 1984, känd under författarnamnet Shpresa, var en albansk politiker (kommunist). 
Hon var ordförande för Union of Albanian Women 1943–1946 och valdes 1946 till ledamot av folkförsamlingen. Hon blev vid sidan av Naxhije Dume och Liri Gega en av de första tre kvinnor som valdes in i Albaniens parlament. Hon tvingades snart lämna sin post och utmanövrerades från politiken. Hon fortsatte emellertid att skriva om frågor som feminism och jämställdhet .